# Титла на Федерацията
Титла на Федерацията е световна титла в тежка категория, създадена и използвана от американската професионална кеч организация WWE за шоуто Първична сила. Тя е една от двете световни титли на компанията, и е създадена на 25 април 1963 г. на WWE, за да се конкурира с Универсалната титла, която сега е титла на шоуто Разбиване. Настоящият шампион на Федерацията е Брок Леснар който държи титлата за шести път в своята кариера.

## История

### Носители
Към 20 март 2025 г., има 135 шампиона с 13 периода без носител. Бъди Роджърс е първия шампион. Брок Леснар е най-младият шампион, навършил 25 години и държи титлата за 84 дни. Винс Макмеън е най-стария шампион, навършил 54 години. Най-краткият шампион е Андре Гиганта който държи титлата за 1 минута и 48 секунди. Бруно Саммартино държи титлата най-много дни – цели 2,803 дни.
Настоящият шампион на Федерацията е Брок Леснар той държи титлата на Федерацията за седми път.
| Номер        | Общ номер на царуване                               |
| Царуване     | Номер на конкретния шампион                         |
| Дни          | Брой държани дни                                    |
| Признати дни | Признати дни от компанията                          |
| †            | Показва настоящият шампион                          |
| <1           | Царуването продължи по-малко от един ден            |
| +            | Показва настоящия брой дни, променяйки се ежедневно |

| № | Шампион                  | Дата                | Събитие  | Място                   | Царуване | Дни   | Признати дни | Пояснение | Изт. |
| - | ------------------------ | ------------------- | -------- | ----------------------- | -------- | ----- | ------------ | --- | ---- |
| 1 | Бъди Роджърс             | 11 април 1963 г.    | Хаус шоу | Вашингтон, Диси         | 1        | 36    | 22           | Роджърс спечели измислен турнир за да стане шампион.                                                                        |      |
| 2 | Бруно Саммартино         | 17 май 1963 г.      | Хаус шоу | Ню Йорк                 | 1        | 2,803 | 2,803        | |      |
| 3 | Иван Колофф              | 18 януари 1971 г.   | Хаус шоу | Ню Йорк                 | 1        | 21    | 21           | |      |
| 4 | Педро Моралес            | 8 февруари 1971 г.  | Хаус шоу | Ню Йорк                 | 1        | 1,027 | 1,027        | Титлата бе преименувана на първенство в тежка категория на WWWF, когато WWWF се присъедини отново към NWA през 1971 година. |      |
| 5 | Стан Стасяк              | 1 декември 1973 г.  | Хаус шоу | Филаделфия, Пенсилвания | 1        | 9     | 9            | |      |
| 6 | Бруно Саммартино         | 10 декември 1973 г. | Хаус шоу | Ню Йорк                 | 2        | 1,237 | 1,237        | |      |
| 7 | Суперзвездата Били Греъм | 30 април 1977 г.    | Хаус шоу | Балтимор, Мериленд      | 1        | 296   | 296          | |      |
| 8 | Боб Баклунд              | 20 февруари 1978 г. | Хаус шоу | Ню Йорк                 | 1        | 648   | 2,135        | |      |
| † | Антонио Иноки            | 30 ноември 1979 г.  | Хаус шоу | Токушима, Япония        | 1        | 6     |              | |      |
| — | Няма носител             | 6 декември 1979 г.  | Хаус шоу | Токио, Япония           | —        | —     | —            | |      |